# ..Cuz a D.U. Party Don't Stop!
Albums de Digital Underground
Future Rhythm
(1996) The Greenlight EP
(2010)
..Cuz a D.U. Party Don't Stop! est le sixième et dernier album studio de Digital Underground, sorti le 20 mai 2008.
L'album a été publié dix ans après Who Got the Gravy? et deux mois avant la séparation du groupe.

## Liste des titres
| No  | Titre                                 | Durée |
| --- | ------------------------------------- | ----- |
| 1.  | Eat Boiled Peanutz                    | 1:29  |
| 2.  | Who's Bumpin'                         | 5:26  |
| 3.  | Cali Boogie                           | 3:15  |
| 4.  | Lettuce in the Club                   | 3:22  |
| 5.  | More Manure                           | 3:48  |
| 6.  | Blue Skyy                             | 4:52  |
| 7.  | Hoo's Hoo                             | 1:36  |
| 8.  | Meeheadsoon (featuring Fifth Element) | 3:22  |
| 9.  | Soundcheckin'                         | 1:12  |
| 10. | Step Up                               | 3:47  |
| 11. | Thuglife Party                        | 1:52  |
| 12. | Family Freestyles                     | 5:20  |
| 13. | Channel Surfin'                       | 1:17  |
| 14. | All About You                         | 2:44  |
| 15. | Children of the Sun                   | 3:50  |
| 16. | Four One Four                         | 4:13  |
| 17. | Everything Ya Done 4 Me               | 3:39  |
| 18. | Sex Packets Unplugged                 | 4:04  |